# アブドゥル・サタール・シラート
アブドゥル・サタール・シラート、アブドゥル・サッタール・シーラト（عبدالستار سيرت、英語：Abdul Satar Sirat、1937年10月15日 - ）は、アフガニスタンの政治家。王政時代に法務相等を務めた。

## 経歴
サマンガーン州アイバク市に生まれる。ウズベク人。1956年、アブ・ハニフ・マドラサ、1960年、カーブル大学シャリーア学部を卒業。
1960年、カーブル大学シャリーア学部の講師、1965年～1968年、同学部長。アブ・ハニフ・マドラサのアラビア語講師を兼任。1967年、アメリカに留学し、1967年～1969年、カイロのアル＝アズハル大学で学んだ。
- 1969年～1971年 - 法務相
- 1971年～1972年 - 無任所相

その後、マッカのウンム・アル＝クラー大学の教授となる。
2001年、ザーヒル・シャー元国王の顧問。ターリバーン崩壊後のアフガニスタンの指導者の1人と考えられていたが、アメリカの圧力により、ハーミド・カルザイが選ばれた。シラートは、カルザイ政権への入閣を拒否した。
2004年、大統領選の候補者に登録。
全世界ムスリム同盟の共同設立者の1人。